# Aphanocephalus
Aphanocephalus is een geslacht van kevers van de familie (Discolomatidae).

## Soorten
- A. aequabilis John, 1956
- A. angulus Pal, 2005
- A. annamensis John, 1956
- A. antricolus John, 1964
- A. apoanus John, 1959
- A. arebiensis John, 1964
- A. asoanus John, 1965
- A. assamensis Schawaller, 1989
- A. atomus Grouvelle, 1956
- A. atrocinctus John, 1942
- A. banguius John, 1971
- A. basilanensis John, 1956
- A. besucheti Schawaller, 1989
- A. bimaculatus Grouvelle, 1912
- A. binotatus Grouvelle, 1918
- A. birmanus Dodero, 1956
- A. biroi Hans John, 1953
- A. bisbimaculatus John, 1952
- A. bisbipunctatus John, 1952
- A. blaesei John, 1956
- A. bottcheri John, 1971
- A. brevipronotatus John, 1959
- A. burgeoni John, 1952
- A. castaneus John, 1967
- A. claggi John, 1959
- A. connexus John, 1965
- A. convexus Pal, 1996
- A. crucifer John, 1942
- A. cupreus John, 1968
- A. chujoi John, 1955
- A. dahli John, 1971
- A. dasys John, 1954
- A. daulonus John, 1967
- A. decellei John, 1964
- A. decoomani John, 1954
- A. diffusus John, 1967
- A. dilutus John, 1952
- A. discrepans John, 1964
- A. disjunctus John, 1967
- A. distinctus Grouvelle, 1912
- A. donisi John, 1964
- A. doreyanus John, 1956
- A. ebeninus John, 1956
- A. fallax John, 1954
- A. feae Dodero, 1900
- A. formosanus John, 1954
- A. fruhstorferi John, 1954
- A. fulgens John, 1967
- A. ganganicus Schawaller, 1989
- A. glabrior John, 1954
- A. gorkhus Schawaller, 1987
- A. gracilis John, 1958
- A. gressitti John, 1967
- A. guineensis John, 1958
- A. habanensis John, 1971
- A. hackeri John, 1941
- A. hemisphericus Wollaston, 1873
- A. hilleri John, 1971
- A. himalayanus Schawaller, 1989
- A. hulstaerti John, 1964
- A. humiphilus John, 1961
- A. improvisus John, 1965
- A. indicus John, 1956
- A. infirmus John, 1956
- A. infuscatus John, 1956
- A. insularis Grouvelle, 1918
- A. intonsus John, 1956
- A. jesseltonus John, 1967
- A. johni Pal, 1992
- A. kalimantanus John, 1959
- A. kannegieteri John, 1967
- A. kapanganus John, 1964
- A. kaszabi John, 1962
- A. klapperichi John, 1956
- A. leleupi John, 1964
- A. lenczyi John, 1962
- A. levatus John, 1965
- A. leviterpunctatus John, 1956
- A. lewisi John, 1956
- A. loriai John, 1958

- A. maai John, 1967
- A. mabalianus John, 1964
- A. macacoanus John, 1964
- A. maculipennis Pal, 2000
- A. masisianus John, 1964
- A. maynei John, 1964
- A. mendax John, 1964
- A. metallescens Grouvelle, 1912
- A. minutus Grouvelle, 1912
- A. modicus John, 1965
- A. modiglianii Grouvelle, 1912
- A. motoanus John, 1964
- A. mutatus John, 1965
- A. niger John, 1954
- A. nigriparvus John, 1965
- A. nigritanus John, 1958
- A. nigriventris John, 1955
- A. nunukanensis John, 1959
- A. pahanganus John, 1967
- A. pellitus John, 1956
- A. perlucidus John, 1941
- A. pinguis John, 1956
- A. planus John, 1967
- A. pocsi John, 1965
- A. potamophilus John, 1954
- A. praeacutus John, 1956
- A. prophysus John, 1954
- A. pseudatomus John, 1954
- A. pubescens Grouvelle, 1912
- A. pulinus John, 1967
- A. punctatus Grouvelle, 1912
- A. quadrimaculatus Matthews, 1887
- A. quadrinotatus Grouvelle, 1912
- A. quadriplagiatus Grouvelle, 1918
- A. ranauanus John, 1967
- A. riparius John, 1956
- A. rufinus John, 1956
- A. sandakanus John, 1967
- A. satoi John, 1967
- A. saundersi John, 1956
- A. sauteri John, 1971
- A. schoutedeni John, 1964
- A. secretus John, 1957
- A. sedlaceki John, 1967
- A. senex John, 1967
- A. sexmaculatus John, 1967
- A. shibatai John & Chujo, 1961
- A. shirozui John, 1958
- A. sikkima Pal, 1996
- A. silvanus John, 1965
- A. similis John, 1964
- A. splendens Grouvelle, 1912
- A. subdepressus Grouvelle, 1918
- A. submendax John, 1964
- A. superbus John, 1967
- A. tabaci John, 1956
- A. taiwanus John, 1967
- A. takeii John, 1963
- A. tamaii John, 1967
- A. tetrasignatus John, 1952
- A. tonkinensis John, 1954
- A. tsushimanus John, 1961
- A. turbidus John, 1967
- A. uelensis John, 1964
- A. ugandanus John, 1960
- A. uncus John, 1964
- A. ventricosus John, 1958
- A. vitreus Matthews, 1956
- A. wollastoni Rye, 1873